# محمد بن خيرون
محمد بن محمد بن خيرون المعافري الأندلسي المنشأ والدار، القيرواني القرار، أبو جعفر المقرئ الفقيه.
رحل إلى العراق فسمع ببغداد من محمد بن نصر صاحب يحي بن معين، وعلي بن المديني ثم دخل مصر وقرأ بها على محمد الأنطاكي، وأبي بكر أحمد بن يوسف المقرئ، وعبيد بن رجاء وأبي الحسن إسماعيل بن أبي يعقوب الزرق رفيق ورش عن ورش عن نافع، ثم دخل القيروان فاحترف التجارة وسكن موضعا منها يعرف بالزيادية، وبنى هناك مسجدا ينسب إليه، وسمع من علماء القيروان كعيسى بن مسكين، ودرس بها القرآت.
قال ابن الفرضي:((قدم بقرآة نافع على أهل أفريقية، وكان الغالب على قراءتهم حرف حمزة، ولم يكن يقرأ بحرف نافع إلا الخواص، حتى قدم ابن خيرون فاجتمع عليه الناس، ورحل إليه أهل القيروان من الآفاق)). وابن خيرون هو أول من أدخل بعض كتب داود الظاهري إلى القيروان.
وقد أمر عامل القيروان الحسن بن أبي خنزيز في بداية الدولة العبيدية بقتله فأدخله غلى محبس وبطح على ظهره وطلع السودان فوق سرير فقفزوا عليه بأرجلهم حتى مات في منتصف شعبان ودفن بباب سلم ونهب ابن أبي خنزيز ماله واخذ له مولدة. والظاهر في سبب قتله هو انحرافه عن دولة العبيديين اسوة بإخوانه الفقهاء المالكية الذين يصدعون بالحق إتجاه العقائد المنحرفة مثل الشيعة والروافض وغيرهم.

## من مؤلفاته
- الابتداء والتمام في القرآت.
- الألفات واللامات في رسم المصحف.
- كتاب في الأداء وهو ملخص لما رواه عن أصحاب ورش من قرآة نافع ابن أبي نعيم، قال ابن الأبار ((وقد أخذ الناس عنه هذا الكتاب بأفريقية، وحمل إلى المغرب والأندلس)).